# Michael Kloft
Michael Kloft (né en 1961 à Bonn) est un réalisateur, scénariste et producteur allemand.

## Filmographie

### Comme réalisateur
- 1991 : Berlin im kalten Krieg - Der Weg in die Spaltung 1949 -1961
- 1992 : 
  - Der Nürnberger Prozess (TV)
  - Hans Sahl - Charterflug in die Vergangenheit
- 1993 : Schuld und Sühne des Albert Speer
- 1994 : Parlamentarier unter dem Hakenkreuz (TV)
- 1995 : 
  - Der Kampf gegen Hitler in Deutschland (TV)
  - Deutschland 1945 - Ende und Anfang (TV)
- 1998 : Das Dritte Reich - in Farbe (TV)
- 1999 : 
  - Der Zweite Weltkrieg - In Farbe (TV)
  - Das Fernsehen unter dem Hakenkreuz (TV)
- 2002 : 
  - The Tramp and the Dictator (vidéo)
  - Der Kalte Krieg in Farbe (TV)
- 2003 : Feuersturm - Der Bombenkrieg gegen Deutschland (TV)
- 2004 : 
  - Der Letzte deutsche Kaiser - Wilhelm II. (TV)
  - Tod im Führerbunker - Die wahre Geschichte von Hitlers Untergang (TV)
- 2012 : 1937, un été en Allemagne (basé sur Inside nazi Germany)
- 2020 : Leni Riefenstahl – Das Ende eines Mythos (TV)

### Comme scénariste
- 1999 : Das Fernsehen unter dem Hakenkreuz (TV)
- 2003 : Die Chronik des Nürnberger Prozesses (TV)
- 2004 : Tod im Führerbunker - Die wahre Geschichte von Hitlers Untergang (TV)
- 2005 : Das Goebbels-Experiment

### Comme producteur
- 1998 : Das Dritte Reich - in Farbe (TV)